# The Del McCoury Band
Die Del McCoury Band ist eine US-amerikanische Bluegrass-Band um den Sänger und Gitarristen Del McCoury und seine beiden Söhne Ronnie und Robbie. 1999 hatten sie ihren Durchbruch mit dem Album The Mountain, 2006 und 2013 gewannen sie Grammy Awards mit den Alben The Company We Keep bzw. The Streets of Baltimore.

## Bandgeschichte
Die Anfänge der Band liegen im Jahr 1967. Nachdem Del McCoury zuvor erfolgreich mit verschiedenen bekannten Bands gespielt hatte, gründete er die Dixie Pals als eigene Begleitband. 20 Jahre lang trat er so mit wechselnder Besetzung auf. 1987 beschloss er, zukünftig mit seinen beiden Söhnen aufzutreten und stellte mit  Robbie (Banjo) und Ronnie McCoury (Mandoline) sowie mit Tad Marks (Fiddle) und Mike Brantley (Bass) die Del McCoury Band zusammen. Ab 1992 nahmen sie mehrere Alben auf und etablierten sich unter den besten Bluegrass-Bands des Landes. A Deeper Shade of Blue (1994) und The Cold Hard Facts (1996) brachte ihnen in dieser Kategorie zwei Grammy-Nominierungen.
Der erste größere kommerzielle Erfolg stellte sich ein, als sie 1999 Steve Earle auf dem gemeinsamen Album The Mountain begleiteten. Es erreichte Platz 133 der US-Albumcharts und Platz 19 der Country-Charts. Dank Earles Vorerfolgen platzierte es sich auch in den britischen Charts. Zwei Jahre später erreichten sie mit dem Album Del and the Boys ihre erste eigene Platzierung in den Countrycharts und 2002 auch in den neu eingeführten Bluegrasscharts. Es war allerdings ihr zweites Studioalbum ohne Grammynominierung. Die gab es wieder 2004 für It’s Just the Night, das in den Charts ähnlich erfolgreich war wie der Vorgänger. Zwischenzeitlich war McCoury, im Oktober 2003, als Mitglied in die Grand Ole Opry aufgenommen worden.
Aus der fünften Nominierung für The Company We Keep wurde bei den Grammy Awards 2006 die erste Auszeichnung für das beste Bluegrass-Album des Jahres. In den Bluegrass-Charts kam die Del McCoury Band damit auf Platz 2. Der Nachfolger The Promised Land kam ein weiteres Mal auf Platz 2 und Moneyland schaffte es erstmals an die Chartspitze. 
Während die Grammy-Nominierungen weiter folgten, ging der Charterfolg in den nächsten Jahren etwas zurück. Erst mit The Streets of Baltimore kehrten sie 2013 in die Country-Charts zurück. Bei den Grammys gewannen sie damit zum zweiten Mal als bestes Bluegrass-Album. Das nächste Album Del and Woody, eine Hommage an Woody Guthrie, war 2016 ihr zweites Nummer-eins-Bluegrass-Album. Das im Jahr darauf veröffentlichte Jubiläumsalbum Del McCoury Still Sings Bluegrass zum 30-jährigen Bestehen der Band blieb allerdings als erstes Studioalbum ohne Platzierung in den Bluegrass-Charts.

## Mitglieder
Gründungsmitglieder im Jahr 1987
- Delano Floyd McCoury (* 1939; Sänger, Gitarre)
- Rob McCoury (Banjo)
- Ronnie McCoury (Mandoline)
- Tad Marks (Fiddle)
- Mike Brantley (Bass)

## Diskografie
Alben

| Jahr | Titel                    | Höchstplatzierung, Gesamtwochen, AuszeichnungChartplatzierungen (Jahr, Titel, Platzierungen, Wochen, Auszeichnungen, Anmerkungen) | Höchstplatzierung, Gesamtwochen, AuszeichnungChartplatzierungen (Jahr, Titel, Platzierungen, Wochen, Auszeichnungen, Anmerkungen) | Höchstplatzierung, Gesamtwochen, AuszeichnungChartplatzierungen (Jahr, Titel, Platzierungen, Wochen, Auszeichnungen, Anmerkungen) | Anmerkungen                          |
| Jahr | Titel                    | UK | US | Country | Anmerkungen                          |
| ---- | ------------------------ | --- | --- | --- | ------------------------------------ |
| 1999 | The Mountain             | UK51 (2 Wo.)UK | US133 (3 Wo.)US | Country19 (12 Wo.)Country | Steve Earle and the Del McCoury Band |
| 2001 | Del and the Boys         | — | — | Country50 (10 Wo.)Country |                                      |
| 2003 | It’s Just the Night      | — | — | Country47 (5 Wo.)Country |                                      |
| 2005 | The Company We Keep      | — | — | Country59 (3 Wo.)Country |                                      |
| 2006 | The Promised Land        | — | — | Country61 (1 Wo.)Country |                                      |
| 2013 | The Streets of Baltimore | — | — | Country69 (1 Wo.)Country |                                      |
| 2016 | Del and Woody            | — | — | Country42 (1 Wo.)Country |                                      |

Weitere Alben
- Blue Side of Town (1992)
- A Deeper Shade of Blue (1993)
- The Cold Hard Facts (1996)
- Family Circle (2009)
- American Legacies (mit der Preservation Hall Jazz Band, 2011)
- Old Memories: The Songs of Bill Monroe (2013)
- Del McCoury Still Sings Bluegrass (2017)

## Auszeichnungen
Insgesamt wurde die Del McCoury Band für 11 Grammy Awards nominiert. Davon gewann sie:
- 2006: bestes Bluegrass-Album für The Company We Keep
- 2014: bestes Bluegrass-Album für The Streets of Baltimore